# Ibrahim Rabiu
Ibrahim Danda Rabiu (* 15. března 1991, Kano) je nigerijský fotbalový záložník a bývalý reprezentant, od ledna 2023 bez angažmá. Mimo Nigérii působil na klubové úrovni v Portugalsku, Nizozemsku, Belgii, ve Velké Británii (Skotsku) a na Slovensku. Je islámského vyznání.

## Klubová kariéra
Svou fotbalovou kariéru začal v nigerijském klubu Gateway FC, odkud v mládeži odešel do Portugalska do týmu Sporting CP. Před jarní částí sezony 2008/09 se propracoval do prvního mužstva, ale obratem odešel na hostování do celku Real Sport Clube. V červenci 2010 se vrátil do Sportingu, kde následně skončil a po půl roce bez angažmá se stal novou posilou nizozemského celku PSV Eindhoven. V jeho dresu se částečně podílel na zisku Nizozemského poháru.

### Celtic FC
V zimním přestupovém období ročníku 2011/12 podepsal smlouvu se skotským klubem Celtic FC. Premiéru v dresu týmu si zde odbyl ve 36. kole nejvyšší soutěže hraném 3. května 2012 proti mužstvu St. Johnstone FC, na hrací plochu přišel v 74. minutě a po závěrečném hvizdu rozhodčího slavil se spoluhráči domácí výhru 1:0. Na jaře 2012 Celticu pomohl k zisku ligového titulu a následující jaro s ním získal domácí pohár, i když na jaře působil v Kilmarnocku.

### Kilmarnock FC
Po roce v klubu Celtic FC skončil, ale ve Skotsku pokračoval nadále po příchodu do týmu Kilmarnock FC. Svůj ligový debut si odbyl 27. 1. 2013 v 16. kole v souboji s celkem Dundee FC (remíza 0:0), odehrál posledních 23 minut.

### AS Trenčín
V červnu 2014 byl společně s krajanem Emmanuelem Edmondem a Angličanem Jamesem Lawrencem na testech v tehdy prvoligovém slovenském mužstvu FK AS Trenčín, kde přesvědčil trenéra Martina Ševelu. Následně podepsal s vedením smlouvu na tři roky.

#### Sezóna 2014/15
V dresu Trenčína debutoval v pátém kole hraném 10. srpna 2014 proti klubu MFK Ružomberok (remíza 1:1), na trávníku nahradil dvaadvacet minut před koncem střetnutí Matúše Opatovského. Svůj první ligový gól za Trenčín vsítil ve 20. kole v souboji s Duklou Banská Bystrica, když ve 25. minutě zvyšoval na konečných 2:0. Podruhé se střelecky prosadil v 50. minutě zápasu s týmem FC DAC 1904 Dunajská Streda a podílel se na výhře 3:0. Svoji třetí a čtvrtou ligovou branku v sezoně zaznamenal v soubojích s celky FO ŽP Šport Podbrezová (výhra 4:1) a FC Spartak Trnava (výhra 1:0). V ročníku 2014/15 vyhrál s Trenčínem slovenský pohár, ve finále se představil proti mužstvu FK Senica a vstřelil gól, zápas se nakonec rozhodl až v penaltovém rozstřelu. Rovněž se stal ve stejném sezoně mistrem nejvyšší soutěže a mohl slavit zisk doublu.

#### Sezóna 2015/16
S Trenčínem se díky titulu z předešlého ročníku kvalifikoval do druhého předkola Ligy mistrů UEFA 2015/16, kde klub bojoval proti silnému rumunskému celku FC Steaua București. Tým nejprve prohrál 0:2 a v odvetě zvítězil v poměru 3:2, což na postup nestačilo.
Poprvé v sezoně skóroval 13. 9. 2015 v souboji osmého kola se Spartakem Trnava, kdy v přestřelce svojí brankou ze 39. minuty pomohl k výhře 5:3. Následně dal gól ve 12. kole na domácím hřišti proti Zemplínu Michalovce, když ve 31. minutě otevřel skóre střetnutí. Trenčín nakonec svého soka porazil v poměru 2:0. Potřetí se střelecky prosadil v zápase s ViOnem Zlaté Moravce (výhra 4:1). Svůj čtvrtý přesný zásah zaznamenal ve 26. kole v souboji se Spartakem Myjava a pomohl Trenčínu k domácí výhře 3:1. Popáté skóroval v odvetném zápase s Trnavou hraném 2. května 2016. Trefil se v 53. minutě, ale jeho mužstvo podlehlo protivníkovi 1:3. Na jaře 2016 s klubem obhájil double – prvenství ve slovenském poháru i v lize V ročníku 2015/16 byl zvolen do ideální jedenáctky první ligy.

#### Sezóna 2016/17
S trenčínským celkem se opět představil v předkolech Ligy mistrů UEFA 2016/17, kde tým po výhře 4:3 a prohře 2:3 s Olimpijí Lublaň ze Slovinska postoupil do třetího předkola, v němž po prohře 0:1 a remíze 0:0 s polským klubem Legia Warszawa vypadl. S Trenčínem se následně představil ve 4. předkole - play-off Evropské ligy UEFA 2016/17, ale po porážce 0:4 a výhře 2:0 s rakouským celkem FK Austria Vídeň do skupinové fáze nepostoupil. Jedinou ligovou branku v sezoně dal ve druhém kole hraném 23. 7. 2016 v souboji s mužstvem FK Senica (výhra 3:0).

### KAA Gent
30. 8. 2016 přestoupil do v té době prvoligového belgického týmu KAA Gent, se kterým uzavřel tříletou smlouvu. S Gentem se krátce po svém příchodu představil v základní skupině H Evropské ligy UEFA 2016/17, kde se mužstvo střetlo se soupeři: SC Braga (Portugalsko), Konyaspor (Turecko) a FK Šachtar Doněck (Ukrajina). Klub skončil ve skupině na druhém místě tabulky a v jarní vyřazovací části přešel přes slavný anglický celek Tottenham Hotspur FC (výhra 1:0 a remíza 2:2) do osmifinále, kde tým vypadl po prohře 2:5 a remíze 1:1 s belgickým mužstvem KRC Genk. Při své ligové premiéře, která se uskutečnila 11. září 2016 v šestém kole proti klubu KSC Lokeren, nastoupil za Genk na posledních 22 minut a jeho tým zvítězil na domácí půdě 3:0. Během tohoto působení ho pronásledovalo zranění.

### ŠK Slovan Bratislava

#### Sezóna 2017/18
V červnu 2017 se vrátil na Slovensko, kde podepsal kontrakt na čtyři roky se Slovanem Bratislava. Celý transfer z Gentu do Slovanu se uskutečnil za 1 milion €, čímž se Rabiu stal tehdy historicky nejdražším hráčem příchozím do slovenské nejvyšší soutěže. V dresu Slovanu debutoval 19. 8. 2017 v pátém kole v derby proti Spartaku Trnava (výhra 2:1), odehrál 74 minut. V listopadu 2017 podstoupil operaci zraněného kotníku, k mužstvu se opět připojil v zimní přípravě 2017/18. Svůj první ligový gól za tým vsítil 22. dubna 2018 v souboji s Trenčínem, tedy se svým bývalým zaměstnavatelem. Trefil se ve 39. minutě a společně se svými spoluhráči se radoval z vítězství 3:1 na půdě soupeře. 1. května 2018 nastoupil za Slovan ve finále slovenského poháru hraného v Trnavě proti celku MFK Ružomberok, "belasí" porazili svého soupeře v poměru 3:1 a obhájili tak zisk této trofeje z předešlé sezony 2016/17.

#### Sezóna 2018/19
Se Slovanem postoupil přes moldavský tým FC Milsami Orhei (výhry 4:2 a 5:0) a mužstvo Balzan FC z Malty (prohra 1:2 a výhra 3:1) do třetího předkola Evropské ligy UEFA 2018/19, v němž "belasí" vypadli po výhře 2:1 a prohře 0:4 s rakouským celkem Rapid Vídeň. Se Slovanem získal 14. 4. 2019 po výhře 3:0 nad klubem MŠK Žilina šest kol před koncem ročníku mistrovský titul.

#### Sezóna 2019/20
V prvním předkole Ligy mistrů UEFA 2019/2020 nehrál, Slovan vypadl s černohorským celkem FK Sutjeska Nikšić a byl přesunut do předkol Evropské ligy UEFA 2019/20. V nich Rabiu odehrál pouze jedno utkání, ale i tak "belasým" pomohl po postupu přes kosovský klub KF Feronikeli (výhry doma 2:1 a venku 2:0), tým Dundalk FC z Irska (výhry doma 1:0 a venku 3:1) a řecké mužstvo PAOK Soluň (výhra doma 1:0 a prohra venku 2:3) k účasti ve skupinové fázi. Se Slovanem Bratislava byl zařazen do základní skupiny K, kde v konfrontaci s kluby Beşiktaş JK (Turecko), SC Braga (Portugalsko) a Wolverhampton Wanderers FC (Anglie) skončil s "belasými" na třetím místě tabulky a do jarního play-off s nimi nepostoupil. Poprvé v ročníku skóroval v 18. kole proti týmu FC DAC 1904 Dunajská Streda (výhra 2:0), když ve 34. minutě otevřel střelecký účet zápasu. Se Slovanem obhájil titul z předešlé sezony 2018/19. S "belasými" ve stejném ročníku triumfoval i ve slovenském poháru a získal tak s mužstvem „double“.

#### Sezóna 2020/21
Svoji první branku v ročníku zaznamenal v úvodním kole hraném 8. 8. 2020 v souboji mužstvem FC Nitra (výhra 5:0), když ve 37. minutě po asistenci Mohy zvyšoval na 2:0. Rabiu skóroval i o pět minut později, avšak jeho gól byl zapsán jako vlastní soupeře. Podruhé v sezoně se trefil v odvetě v derby se Spartakem Trnava, když v 85. minutě zvyšoval na konečných 3:0 V zimním přestupovém období ročníku 2020/21 podepsal s klubem stejně jako jeho tehdejší spoluhráči Joeri de Kamps, Dávid Holman a Vladimír Weiss mladší novou smlouvu platnou na 2,5 roku. Na jaře 2021 vybojoval se Slovanem již třetí ligový primát v řadě. Zároveň s týmem získal podruhé za sebou po výhře 2:1 po prodloužení nad celkem MŠK Žilina domácí pohár a mužstvu pomohl poprvé v jeho historii k obhájení doublu.

#### Sezóna 2021/22
Se Slovanem postoupil přes Shamrock Rovers z Irska (výhra 2:0 doma a prohra 1:2 venku) do druhého předkola Ligy mistrů UEFA 2021/22 a v něm vypadli se spoluhráči se švýcarským klubem BSC Young Boys z Bernu po domácí remíze 0:0 a venkovní prohře 2:3. Následně byl se slovenským týmem přesunut do předkol Evropské ligy UEFA 2021/22, kde s ním nejprve vyřadil ve třetím předkole Lincoln Red Imps FC z Gibraltaru (výhra 3:1 venku a remíza 1:1 doma), avšak ve čtvrtém předkole - play-off s ním nepřešel přes řecké mužstvo Olympiakos Pireus (prohra 0:3 venku a remíza 2:2 doma) do skupinové fáze této soutěže. Se spoluhráči však byli zařazení do základní skupiny F Evropské konferenční ligy UEFA 2021/22, kde v konfrontaci se soupeři: FC Kodaň (Dánsko) - (prohry doma 1:3 a venku 0:2), PAOK Soluň (Řecko) - (remízy venku 1:1 a doma 0:0) a stejně jako v kvalifikaci s Lincolnem Red Imps - (výhry doma 2:0 a venku 4:1) skončili na třetím místě tabulky, což na postup do jarní vyřazovací fáze nestačilo. Rabiu v této sezóně pohárové Evropy nastoupil k devíti zápasům. 
Svůj první gól v sezoně zaznamenal ve 12. kole v lize proti Tatranu Liptovský Mikuláš (výhra 4:0) Podruhé v ročníku si připsal gól v souboji s ViOnem Zlaté Moravce–Vráble při domácím vítězství 2:1. Svoji třetí ligovou branku v sezoně dal v souboji s klubem FK Senica, když se podílel svým střeleckým zásahem z 90. minuty na vysokém domácím vítězství 5:0. Následně skóroval v duelu 27. kola proti týmu FC DAC 1904 Dunajská Streda při domácím vítězství 3:1. V ročníku 2021/22 pomohl svému zaměstnavateli již ke čtvrtému titulu v řadě, což Slovan dokázal jako první v historii slovenského fotbalu.

#### Sezóna 2022/23
Na podzim 2022 odehrál za Slovan pouze pět soutěžních utkáních (čtyři v lize a jedno v domácím poháru). V zimním přestupovém období sezony 2022/23 se proto kvůli přetrvávajícím zdravotním komplikacím se Slovanem Bratislava dohodl půl roku před koncem kontraktu na jeho předčasném ukončení. Na jaře 2023 vybojoval Slovan historicky pátý titul v řadě, na jehož zisku se Rabiu částečně podílel.

## Klubové statistiky
Aktuální k 20. lednu 2023
| Sezona    | Klub                     | Soutěž        | Zápasy | Góly |
| --------- | ------------------------ | ------------- | ------ | ---- |
| 2008/2009 | Sporting CP              | Primeira Liga | 0      | 0    |
| 2009/2010 | Real Sport Clube (host.) | 3. liga       | 1      | 0    |
| 2010/2011 | PSV Eindhoven            | Eredivisie    | 0      | 0    |
| 2011/2012 | PSV Eindhoven            | Eredivisie    | 2      | 0    |
| 2011/2012 | Celtic FC                | Premiership   | 1      | 0    |
| 2012/2013 | Celtic FC                | Premiership   | 0      | 0    |
| 2012/2013 | Kilmarnock FC            | Premiership   | 6      | 0    |
| 2013/2014 | Kilmarnock FC            | Premiership   | 10     | 0    |
| 2014/2015 | FK AS Trenčín            | Fortuna liga  | 17     | 4    |
| 2015/2016 | AS Trenčín               | Fortuna liga  | 26     | 5    |
| 2016/2017 | AS Trenčín               | Fortuna liga  | 3      | 1    |
| 2016/2017 | KAA Gent                 | Jupiler PL    | 4      | 0    |
| 2017/2018 | ŠK Slovan Bratislava     | Fortuna liga  | 21     | 1    |
| 2018/2019 | ŠK Slovan Bratislava     | Fortuna liga  | 8      | 0    |
| 2019/2020 | ŠK Slovan Bratislava     | Fortuna liga  | 18     | 1    |
| 2020/2021 | ŠK Slovan Bratislava     | Fortuna liga  | 22     | 2    |
| 2021/2022 | ŠK Slovan Bratislava     | Fortuna liga  | 25     | 4    |
| 2022/2023 | ŠK Slovan Bratislava     | Fortuna liga  | 4      | 0    |

## Reprezentační kariéra

### Mládežnické reprezentace
Nastupoval na nigerijské mládežnické výběry do 17, 20 a 23 let. S reprezentací U17 získal na Mistrovství Afriky hráčů do 17 let 2007 v Togu zlatou medaili. Stejný úspěch se mu se spoluhráči podařil i na Mistrovství světa hráčů do 17 let 2007 v Jižní Koreji. Zahrál si i na Mistrovství světa hráčů do 20 let 2009 v Egyptě, kde byla Nigérie vyřazena v osmifinále Německem.

### A-mužstvo
V květnu 2015 ho společně s tehdejším trenčínským spoluhráčem Kingsleym Madu nominoval trenér nigerijského A-mužstva Stephen Keshi k reprezentačnímu zápasu kvalifikace Afrického poháru národů. V "áčku" nigerijské reprezentace debutoval v kvalifikačním zápase v nigerijské Kaduně 13. června 2015 proti reprezentaci Čadu (výhra 2:0), na trávnik přišel v 58. minutě.

### Reprezentační zápasy
Zápasy Ibrahima Rabiu v A-týmu nigerijské reprezentace
| 2015               | 5 | 0 |
| Celkem             | 5 | 0 |
| Platí k 1. 7. 2017 |   |   |